# Ositna, Hrîstînivka
Ositna (în ucraineană Осітна) este o comună în raionul Hrîstînivka, regiunea Cerkasî, Ucraina, formată numai din satul de reședință.

## Demografie
Componența lingvistică a comunei Ositna
     Ucraineană (98,21%)
     Rusă (1,54%)
Conform recensământului din 2001, majoritatea populației comunei Ositna era vorbitoare de ucraineană (98,21%), existând în minoritate și vorbitori de rusă (1,54%).